# Federación Internacional de Medicina de Urgencia
La Federación Internacional de Medicina de Urgencias y Emergencias (FIME o IFEM por sus siglas en inglés) es una organización que promueve la medicina de urgencia y emergencia internacional en todo el mundo.  Es un consorcio de más de 70 organizaciones nacionales y regionales de esta especialidad . IFEM organiza la Conferencia Internacional sobre Medicina de Emergencia ( ICEM ).

## Medicina de urgencia internacional
La medicina de urgencia internacional se ha definido como «el área de la medicina de emergencia relacionada con su desarrollo en otros países». En esa definición, "otros países" se refiere a naciones que no tienen un sistema de atención de urgencia maduro (ejemplificado por médicos de emergencia certificados y medicina de emergencia académica, entre otros aspectos). Entre esas naciones se incluyen algunas con menor o mayor nivel de desarrollo pero que carecen de un sistema sanitario de urgencia completo, como: Armenia, China, Israel, Nicaragua y Filipinas.  El trabajo en medicina de urgencia internacional se puede dividir en dos categorías principales: 1) la promoción de la medicina de emergencia como una especialidad reconocida y establecida en otros países, y 2) la prestación de asistencia humanitaria . 
Sin embargo, William Burdick, Mark Hauswald y Kenneth Iserson han criticado la definición anterior por ser un oxímoron, dada la naturaleza internacional de la medicina y la cantidad de médicos que trabajan a nivel internacional. Desde su punto de vista, la medicina de urgencia internacional no se trata únicamente del desarrollo de sistemas sanitarios de urgencia, sino que se describe mejor como la capacitación requerida y la realidad de ejercer la especialidad en el extranjero desde el país de origen.

## Historia
El precursor de la Fundación Internacional para Medicina de Urgencias y Emergencias fue la Conferencia Internacional sobre Medicina de Emergencia (ICEM), que se celebró por primera vez en 1986 en Londres. La idea de celebrar una conferencia de este tipo fue sugerida por primera vez por William Rutherford y Gautam Bodiwala en la Asamblea Científica del Colegio Estadunidense de Médicos de Emergencia (ACEP) en 1984.  Las cuatro únicas organizaciones presentes en esta primera conferencia fueron ACEP, la Asociación Británica de Medicina de Emergencia (BAEM), la Asociación Canadiense de Médicos de Emergencia (CAEP) y el Colegio Australasiano de Medicina de Emergencia (ACEM). En 1988, en la segunda ICEM en Brisbane, Australia, se propuso por primera vez la idea de crear una organización internacional de medicina de urgencia.  Al año siguiente, las cuatro organizaciones acordaron formar IFEM, aunque sus presidentes no firmaron los estatutos hasta 1991. Su propósito inicial era ayudarlos a administrar la ICEM, lo cual era importante porque permitía "a las naciones fundadoras compartir experiencias, establecer contactos, desarrollar colaboraciones y ayudar a los aprendices y especialistas a rotar entre países y aprender nuevos enfoques para problemas preexistentes".
En 1998, desde la IFEM se abrió la membresía a otras organizaciones nacionales de medicina de urgencia. Desde entonces, el número de participantes ha crecido rápidamente; en 2003 se unieron 15 organizaciones más, lo que elevó el número total de miembros a 19.  En 2010, la IFEM tenía más de 40 miembros.  En 2013, IFEM representaba a más de 60 organizaciones nacionales de medicina de urgencia. 
Además, IFEM sirve como «englobador» de todas las agrupaciones nacionales y regionales que representan la medicina de emergencia internacional. También se ha descrito como "la EM [medicina de emergencia] más importante del mundo". 

## Participantes
| Organización/País                | Año de incorporación |
| -------------------------------- | -------------------- |
| ACEP (Estados Unidos)            | 1989                 |
| RCEM (Reino Unido)               | 1989                 |
| CAEP (Canadá)                    | 1989                 |
| ACEM (Australia y Nueva Zelanda) | 1989                 |
| Hong Kong                        | 1998                 |
| México                           | 1999                 |
| Porcelana                        | 1999                 |
| Corea del Sur                    | 2000                 |
| República Checa                  | 2000                 |
| Taiwán                           | 2000                 |
| Singapur                         | 2000                 |
| Israel                           | 2000                 |
| Pavo                             | 2002                 |
| Polonia                          | 2002                 |
| Los países bajos                 | 2002                 |
| Sudáfrica                        | 2002                 |
| España                           | 2002                 |
| Irlanda                          | 2002                 |
| Argentina                        | 2003                 |
| Costa Rica                       | 2012                 |